# Ненад Гаврић
Ненад Гаврић (Шабац, 12. децембар 1991) је српски фудбалер. Игра у нападу.

## Трофеји и награде
Напредак Крушевац
- Прва лига Србије : 2012/13.[7]

Црвена звезда
- Суперлига Србије : 2015/16.[8]